# Émile Rimailho

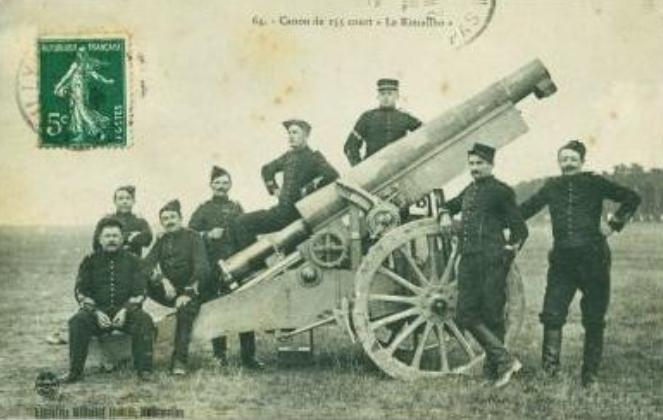
Canon de 155 court Rimailho modèle 1907.

Émile Rimailho (Parigi, 2 marzo 1864 – Pont Érambourg, 28 settembre 1954) è stato un ingegnere francese.

## Biografia
Émile Rimailho nasce a Parigi il 2 marzo 1864, figlio di un commerciante originario di Saint-Gaudens, Émile Rimailho entra all'École polytechnique nell'ottobre 1884. Studia quindi alla scuola di applicazione dell'artiglieria. Al termine degli studi viene trasferito come capitano presso l'Atelier de Puteaux (APX). Qui lavora, assieme al capitano Sainte-Claire Deville, al perfezionamento del cannone da 75 progettato dal colonnello Joseph-Albert Deport a partire dal 1895. Questo nuovo materiale di 75 mm, eccezionale per le sue qualità e le sue innovazioni, era stato omologato dall'esercito francese nel 1897. Il comandante Rimailho introdusse poi, a partire dal 1898, parecchi miglioramenti all'obice da 155 mm L Mod. 1877 de Bange (1881), modello potente ma senza freno di rinculo e dunque a tiro lento. Progettò poi un obice da 155 mm a tiro veloce, dotato di un freno idropneumatico similare a quello del 75 mm. Il pezzo venne designato 155 mm CTR Modèle 1904 conosciuto anche come "155 Court Rimailho". Questo cannone fu in dotazione a cinque reggimenti d'artiglieria durante la prima guerra mondiale di cui quello del filosofo Alain. Rimailho rimpianse sempre le limitazioni tecniche imposte al suo progetto per ragioni di compatibilità con il materiale più vecchio, perché limitavano la gittata del 155 mm CTR Modèle 1904 a 7.000 m. Ecco il giudizio del filosofo Alain su questo cannone: "Je vis arriver les Rimailho, canons de 155 à tir rapide; j'admirai ces ingénieuses mécaniques; j'eus ensuite occasion de comprendre que le tir rapide, comme la poudre sans fumée, sont des idées de cabinet. Le tir rapide fait qu'on manque bientôt d'obus; mais surtout il échauffe les pièces et les met hors d'usage. Et j'ajoute que le Rimailho avait une portée ridiculement courte; c'est pourquoi il fallait bien le rapprocher des lignes. Les gros obusiers allemands portaient à douze kilomètres; ainsi ils se tenaient à peu près hors d'atteinte".

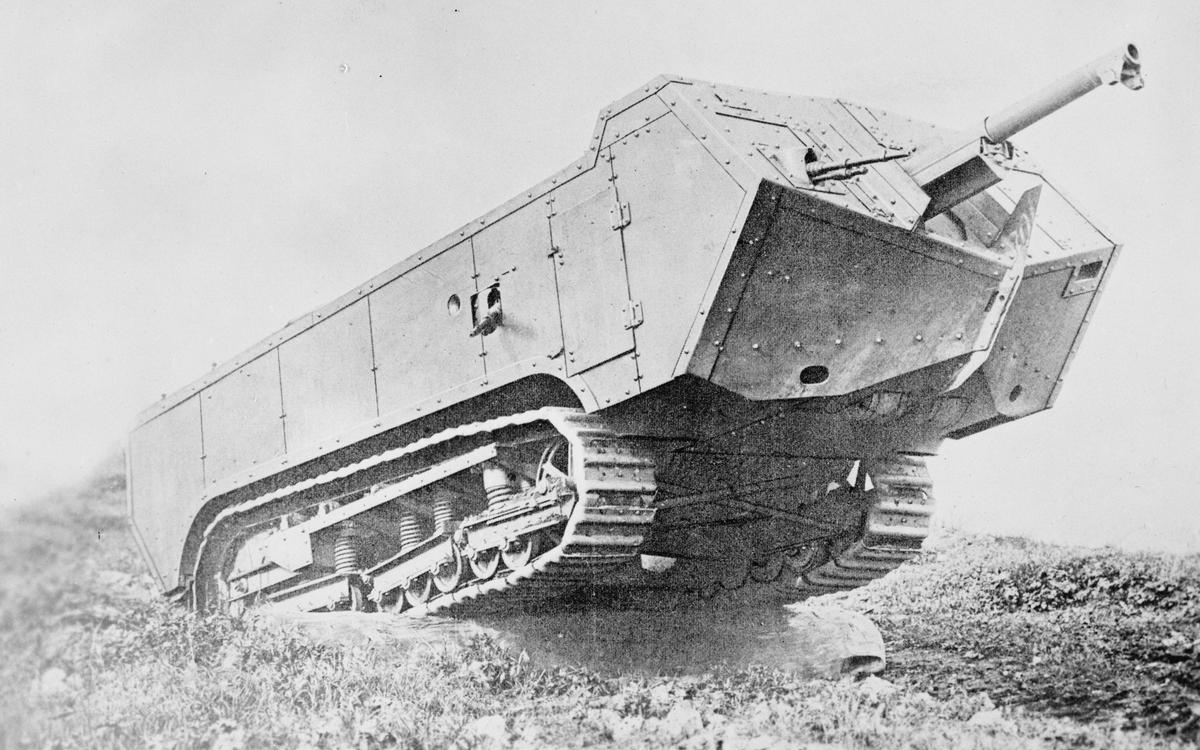
Il carro armato d'assalto Saint-Chamond, pensato e progettato da Rimailho

Nel 1899 Émile Rimailho presta servizio in Africa, poi col grado di comandante comanda, tra il 1906 e il 1908, una batteria di 155 mm CTR Modèle 1904 appartenente al 13º Reggimento di artiglieria di base a Vincennes. Dopo una formazione di un anno presso il Centro Alti Studi Militari (Centre des hautes études militaires), è promosso al grado di tenente colonnello nel marzo 1911. Sull'esempio di altri ufficiali, come i colonnelli Deport e Louis Filloux, fa valere prematuramente i suoi diritti alla pensione nel febbraio 1913 per entrare come direttore nella fabbrica Châtillon-Commentry de la Compagnie des forges et aciéries de la marine et d'Homécourt, situata a Saint-Chamond, nella Loira. Come ogni cittadino, Rimailho viene mobilitato il 2 agosto 1914, ma i dirigenti di de Marine-Homécourt fanno prontamente comprendere al Ministro della Guerra che esigono la smobilitazione del loro nuovo impiegato. Rimailho viene "messo a disposizione del ministero" il 12 novembre 1914. Di ritorno a Saint-Chamond è nominato direttore tecnico della Compagnia nel marzo 1915, e riprende la sua attività prediletta: la progettazione e il miglioramento degli armamenti. Nella sua qualità di direttore tecnico della Saint-Chamond, Rimailho fu largamente responsabile della progettazione e produzione del carro armato d'assalto Saint-Chamond. Quest'ultimo era uno sgraziato veicolo corazzato privo di torretta, con l'armamento sistemato in posizione prodiera.
Nel giugno 1919 viene nominato amministratore della CGCEM (Compagnie Générale de construction et d'entretien du matériel de chemin de fer), posizione che occuperà praticamente per il resto della sua vita. Si dedica allora all'organizzazione del lavoro ed alla determinazione del prezzo di realizzo dei prodotti industriali (teoria delle sezioni omogenee). Nel 1920 viene insignito del titolo di Commendatore della Legion d'onore. Albert Caquot gli affida nel 1931 un corso di organizzazione del lavoro presso la scuola nazionale superiore dell'aeronautica che era appena stata creata. Sotto l'occupazione tedesca, questo sostenitore degli idee corporatistes e planistes sostiene un ruolo di primo piano nella creazione del SERT (Service d'étude des nouvelles méthodes de Rémunération du travail), un'istituzione ispirata al cristianesimo sociale che serve alla propaganda del governo di Vichy e delle autorità di occupazione. Rimailho crea un gabinetto di ingegneri consulenti, la Compagnie d'ingénieurs en organisation che sostituisce le idee de l'"Organisation à la française", un lavoro pubblicato dieci anni prima.
Si spegne a Pont Érambourg il 28 settembre 1954.

## Opere pubblicate
- Rapport sur l'établissement des prix de revient, CGPF, 107 p., Parigi, 1928
- L'organisation à la Française (1935), note di un corso di management atenuto da Rimailho a l'ENSAE, è un manifesto ispirato al taylorismo
- Deux hommes parlent du travail (1939) in collaborazione con Hyacinthe Dubreuil. – Éditions Bernard Grasset, Paris. In-16 (21 cm), 337 p.
- Chacun sa part (in due volumi), éd. Delmas, Parigi, 1947